# Cremna alector
Espèce
Cremna alector est une espèce de papillons de la famille des Riodinidae et du genre Cremna.

## Systématique
L'espèce Cremna alector  a été décrite par Carl Geyer en 1837 sous le protonyme de Hamanumida alector.

## Écologie et distribution
Cremna alector  est présent en Amérique du Sud sous forme de deux isolats, l'un en Guyane et au Guyana, l'autre au Brésil.

### Biotope
Il réside dans la forêt tropicale.